# Kvæfjorden
Kvæfjorden (nordsam: Giehtavuotna) er en fjord i Kvæfjord kommune i Troms og Finnmark fylke i Norge. Den er 17 km lang, og går i sydøstlig retning, fra indløbet mellem Gavlen på Gapøya i vest og Bremnes i øst, ind til bygden Straumen inderst i fjorden. Fra Straumen, som er et smalt sund med tidevandsstrøm, går en fjordarm med brakvand, Straumsbotn, videre mod sydøst. 
Fjorden er en forlængelse af havarmen Andfjorden mellem Andøya og Senja. Hvor Andfjorden går over i Kvæfjorden, Toppsundet og Kasfjorden, mellem Kinnaksla og Grøtavær er den 14 km bred, og smalner derefter ind. Fjorden begynder her i sydlig retning, men svinger så mod sydøst mellem Røkenes og Elde.
Vest for Gapøya går Godfjorden mod syd. Yderst på østsiden af fjorden ligger bygden Bremnes, og noget længere inde ligger Utstrand. Vest for Kvæøya går Gullesfjorden mod syd og langt ind ved  Hinnøya, mens Kvæfjorden drejer mod sydøst og går ind mellem Kvæøya og Hinnøya, hvor den kaldes Bygdesundet. På Hinnøysiden ligger byen Borkenes, som er Kvæfjords administrationsby. 
Fv1 går langs nordøstsiden af fjorden, mens riksvei 83 og Fv849 går langs den indre del af fjorden. 